# Got the Hots
Got the Hots est une chanson de Michael Jackson enregistrée durant les sessions d'enregistrement de l'album Thriller. Elle est disponible pour la première fois en 2008 sur la version japonaise de Thriller 25, puis la même année sur certaines versions (comme en Australie, Italie et en France) de King of Pop. En 2022, elle sort dans Thriller 40.

## Divers
La ligne mélodique de Got the Hots fut reprise par Siedah Garrett en 1988 pour son titre Baby Got It Bad sur l'album Kiss of Life, produit par Quincy Jones.